# 石見橫田站
石見橫田站（日语：／ Iwami-Yokota eki */?）是位於島根縣益田市神田町，西日本旅客鐵道（JR西日本）的山口線車站。

## 歷史
- 1923年（大正12年）4月1日 - 山口線津和野站至石見益田站（現時：益田站）之間開通，此站啟用[1]。
  - 當時車站位於島根縣美濃郡高城村（日语：高城村 (島根県美濃郡)）大字神田。
- 1952年（昭和27年）8月1日 - 隨著益田市成立，車站地址變為島根縣益田市大字神田。
- 1972年（昭和47年） - 隨著町名改變，車站地址變成現時的地址。
- 1987年（昭和62年）4月1日 - 伴隨國鐵分割民營化，車站由西日本旅客鐵道（JR西日本）營運[2]。

## 車站構造
車站是一座地面車站，設有2面2線的相對式月台。此站是由新山口站管理的無人車站。下行月台側設有車站大樓，兩月台之間設有站內平交道連接。
上行月台上設有候車室。另外，此站設有雨量計。

### 月台
| 月台         | 路線    | 上下行 | 方向             |
| ------------ | ------- | ------ | ---------------- |
| 車站大樓一方 | ■山口線 | 下行   | 益田方向         |
| 車站大樓對面 | ■山口線 | 上行   | 津和野、山口方向 |

在站內廣播中，車站大樓對面為上行線月台（1號月台），車站大樓側為下行線月台（2號月台）。另外，下行線可讓兩方向列車進站和出發。

## 車站周邊
- 石見橫田郵局
- 益田市立橫田中學
- 山陰合同銀行
- 可口可樂西日本（日语：コカ・コーラウエストジャパン）益田分店
- 國道9號
- 國道187號（日语：国道187号）
- 國道488號（日语：国道488号）
- 石見交通（日语：石見交通） 橫田站巴士站

## 利用狀況
以下為近年的乘車人次列表：
| 年度 | 1日平均 乘車人次 |
| ---- | ---------------- |
| 1999 | 71               |
| 2000 | 57               |
| 2001 | 59               |
| 2002 | 56               |
| 2003 | 50               |
| 2004 | 38               |
| 2005 | 29               |
| 2006 | 21               |
| 2007 | 22               |
| 2008 | 19               |
| 2009 | 24               |
| 2010 | 26               |
| 2011 | 27               |
| 2012 | 28               |
| 2013 | 17               |
| 2014 | 18               |
| 2015 | 18               |
| 2016 | 16               |
| 2017 | 9                |
| 2018 | 6                |

## 相鄰車站
西日本旅客鐵道（JR西日本）
■山口線
東青原－石見橫田－本俁賀

## 注腳
1. 1 2  歴史でめぐる鉄道全路線 国鉄・JR 7号，13頁
2. ↑  歴史でめぐる鉄道全路線 国鉄・JR 7号，15頁
3. ↑  島根縣統計書

## 外部連結
- 石見橫田｜車站資訊：JR出門網 - 西日本旅客鐵道（日語）